# (19167) 1991 ED2
(19167) 1991 ED2 là một tiểu hành tinh vành đai chính. Nó được phát hiện bởi Henri Debehogne ở Đài thiên văn La Silla ở Chile ngày 9 tháng 3 năm 1991.